# Pomnik „Poległym w Walce o Wyzwolenie Dąbia”
Pomnik „Poległym w Walce o Wyzwolenie Dąbia” – położony w centrum osiedla Dąbie, nieistniejący monument upamiętniający polskich i radzieckich żołnierzy, którzy zginęli podczas walk o prawobrzeżne dzielnice Szczecina w marcu 1945 r.

## Historia
Autorami pomnika byli Krystyna Trzeciak i Mieczysław Welter, jego odsłonięcie nastąpiło w 1962 r. W 1985 r. cokół pomnika obłożono blachą nierdzewną, a teren przed pomnikiem wyłożono płytami granitowymi. W 2009 r. pomnik został odrestaurowany. 28 czerwca 2022 r. Rada Miasta Szczecin jednogłośnie podjęła uchwałę o demontażu pomnika. Była to odpowiedź na obywatelską inicjatywę uchwałodawczą zainicjowaną przez Dariusza Mateckiego, radnego PiS.
3 sierpnia 2023 roku pomnik został rozebrany.

## Położenie
Pomnik znajdował się w centrum Dąbia, na skwerze, przy skrzyżowaniu ulic Emilii Gierczak i Józefa Mianowskiego. Bezpośrednie otoczenie pomnika było nieco podwyższone i wyłożone płytami granitowymi. Dookoła rozplanowano trawnik z rabatami kwiatowymi. Całość obsadzona była szpalerem lip.

## Opis pomnika
Pomnik miał formę obłożonego blachą stalową, niewysokiego, prostopadłościennego obelisku o wysokości ok. 700 cm, szerokości 107 cm i głębokości 71 cm. W przednio-górnej oraz tylno-bocznej części obelisku znajdowały się dwie nisze w których ustawione były, wykonane ze sztucznego kamienia, dwie figury żołnierzy. Żołnierze przedstawieni byli nieco schematycznie, w pozycji stojącej, z trzymanymi pionowo karabinami opartymi o podłoże. Pomnik nie zawierał żadnych inskrypcji. Przed monumentem znajdowała się niewielka tablica o wysokości 54 cm z napisem „Poległym w Walce o Wyzwolenie Dąbia”. Pierwotnie, co najmniej do lat 80., nad napisem znajdowała się pięcioramienna gwiazda, a pod napisem data 1945.

## Galeria

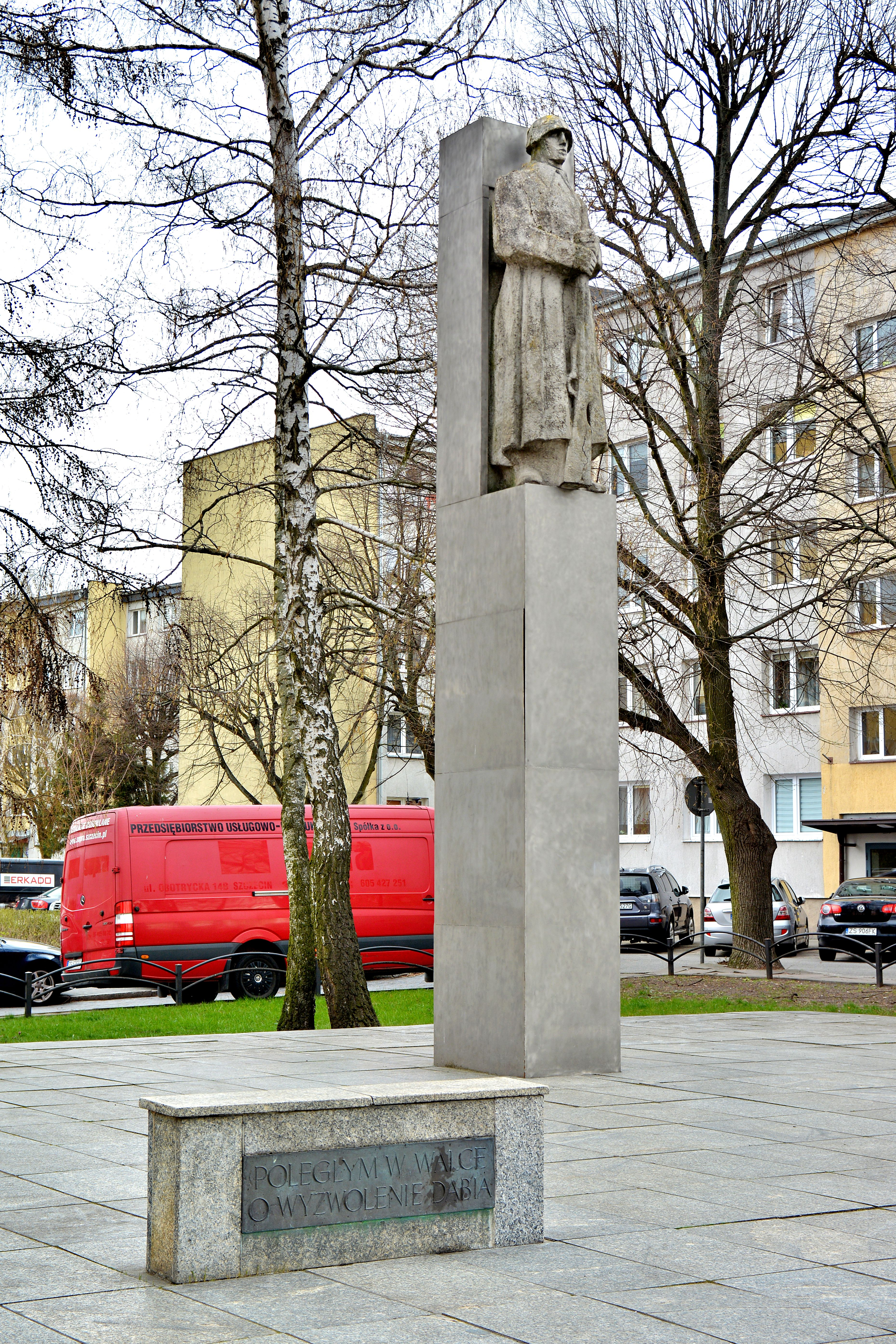
Pomnik wraz z tablicą
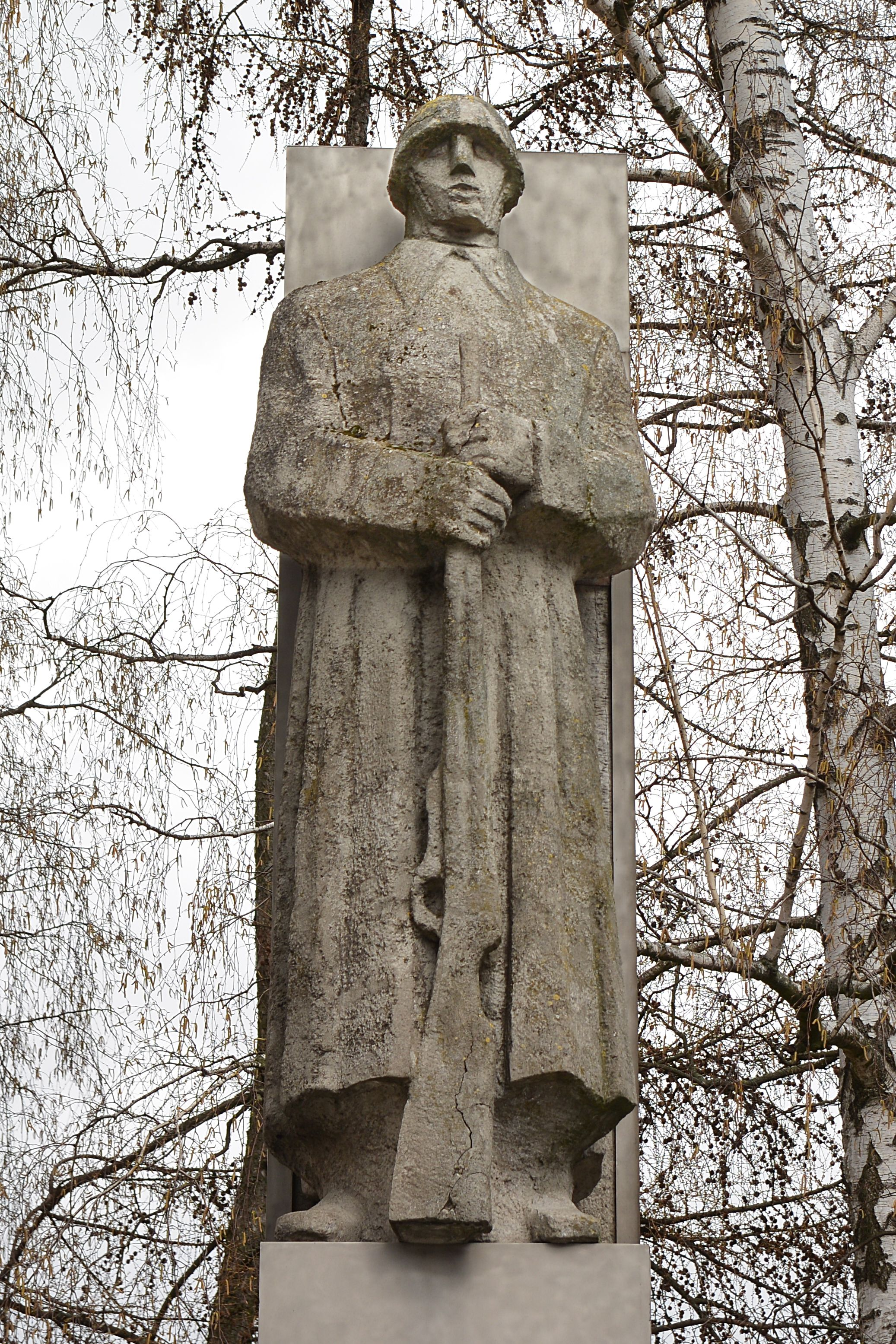
Górna figura żołnierza
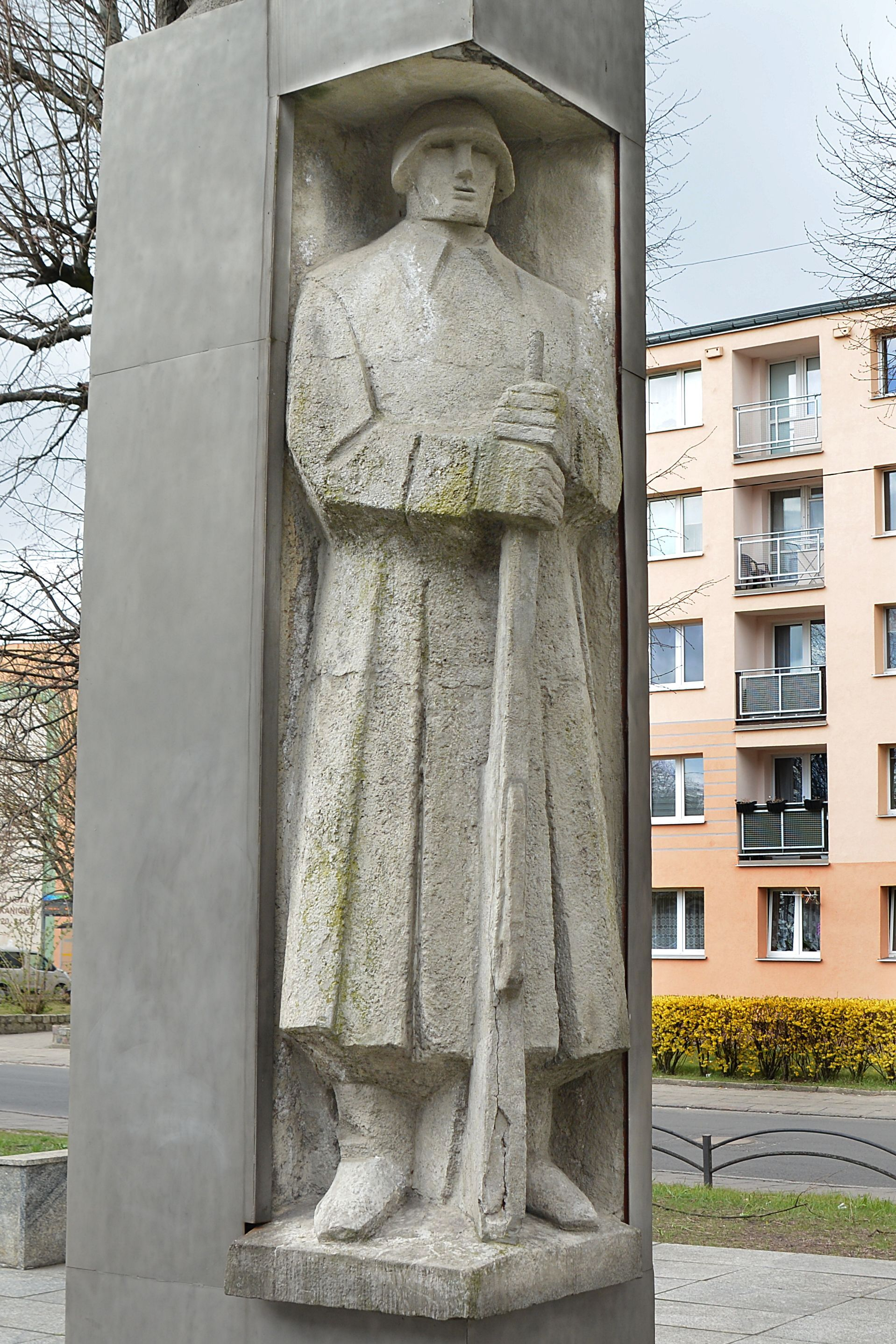
Dolna figura żołnierza
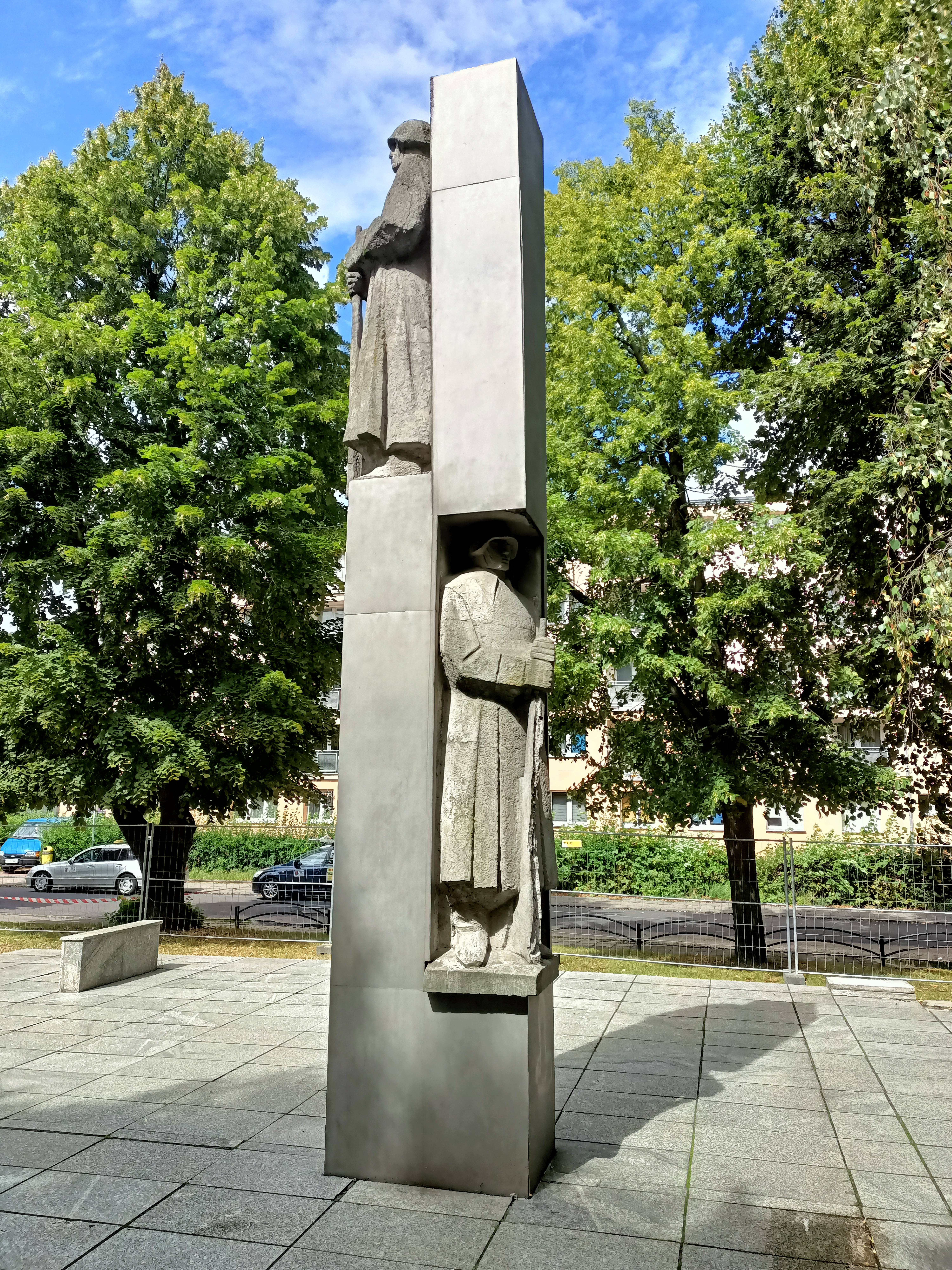
Stan przed demontażem
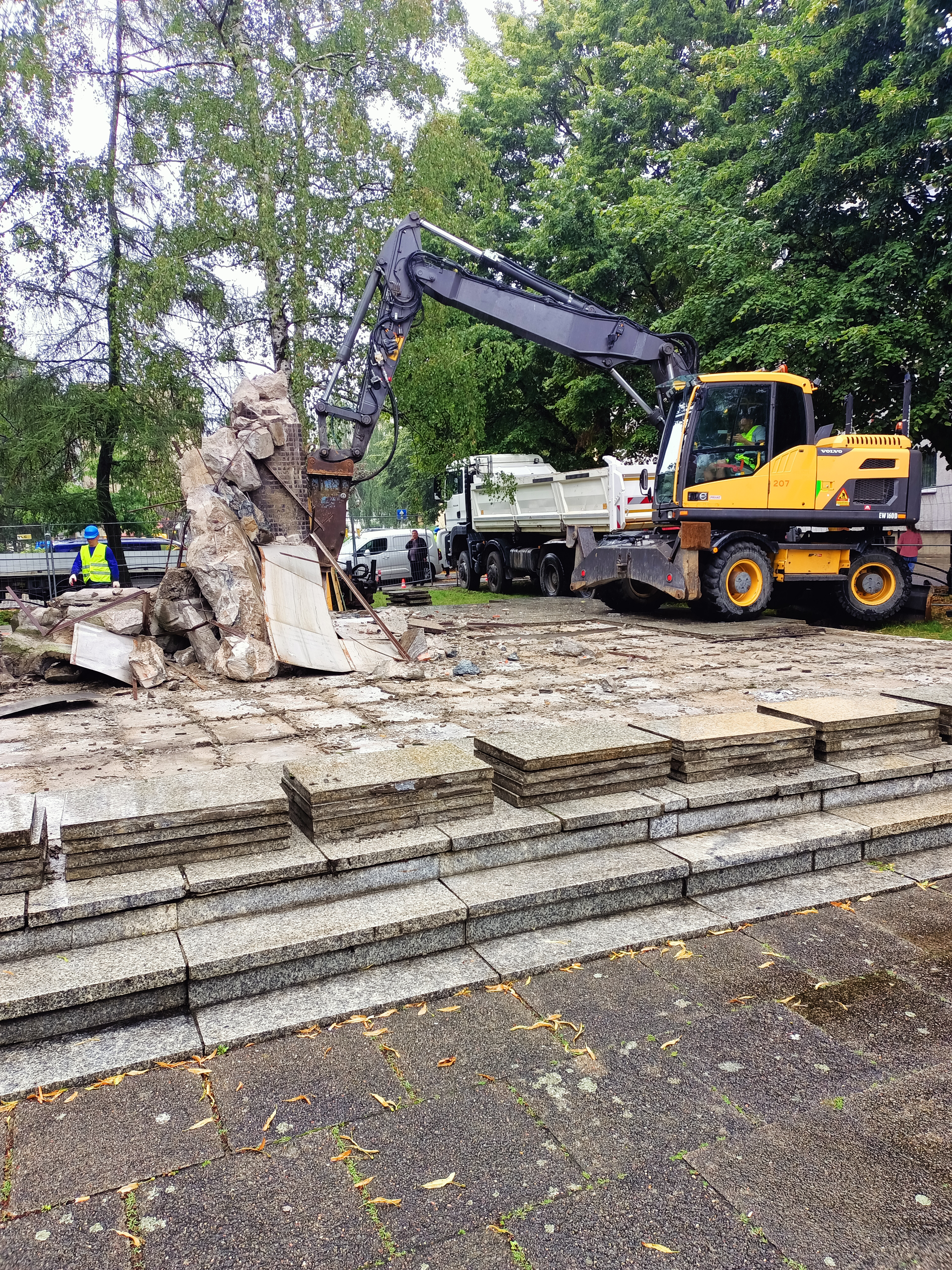
Demontaż pomnika